# Zhadia subantarctica
Zhadia subantarctica är en kräftdjursart som beskrevs av Lowry och Fenwick 1983. Zhadia subantarctica ingår i släktet Zhadia och familjen Hadziidae. Inga underarter finns listade i Catalogue of Life.